# ميرتل مكاتير
ميرتل مكاتير (بالإنجليزية: Myrtle McAteer)‏ مواليد 12 يونيو 1878 في بيتسبرغ - الوفاة 26 أكتوبر 1952 في لوس أنجلوس، كانت لاعبة كرة مضرب أمريكية. كما أنها إحدى بطلات الجراند سلام.

## النهائيات

### الفردي
اللقب (1)
| السنة | البطولة                     | المنافس    | النتيجة       |
| 1900  | بطولة أمريكا المفتوحة للتنس | إديث باركر | 6–2, 6–2, 6–0 |